# وليم دوبويس (كاتب)
وليم دوبويس (بالإنجليزية: William DuBois)‏ (29 نوفمبر 1903، سانت أوغسطين في الولايات المتحدة - 16 مارس 1997)؛ روائي أمريكي.